# Poráč
Poráč es un municipio del distrito de Spišská Nová Ves en la región de Košice, Eslovaquia, con una población estimada a final del año 2024 de 1011 habitantes.
Se encuentra ubicado al noroeste de la región, en la sierra del Alto Tatra y la cuenca hidrográfica del río Hernád, y cerca de la frontera con la región de Prešov.

## Demografía
| Año        | 1994 | 2004    | 2014    | 2024    |
| ---------- | ---- | ------- | ------- | ------- |
| Población  | 982  | 1038    | 997     | 1011    |
| Diferencia |      | +5,70 % | −3,94 % | +1,40 % |

| Año        | 2023 | 2024    |
| ---------- | ---- | ------- |
| Población  | 1009 | 1011    |
| Diferencia |      | +0,19 % |